# Novator 9M730 Burevestnik
Il 9M730 Burevestnik (in cirillico: Буревестник, nome in codice NATO: SS-X-33 Stone o SSC-X-9 Skyfall) noto anche col soprannome Petrel, è un missile da crociera sperimentale a propulsione nucleare di fabbricazione russa, prodotto dall'azienda NPO Novator ed armato con testata nucleare o convenzionale.
Per via dell'uso di un reattore nucleare miniaturizzato quale sistema di propulsione, si ritiene che il missile vanti una gittata virtualmente illimitata.
L'8 agosto 2019, in una base militare dislocata nell'oblast di Arkangelsk, si è verificato un incidente con conseguente emissione di materiale radioattivo e perdita di vite umane; si ritiene che la base fosse uno dei siti preposti allo sviluppo del sistema propulsivo miniaturizzato del Burevestnik.

## Storia

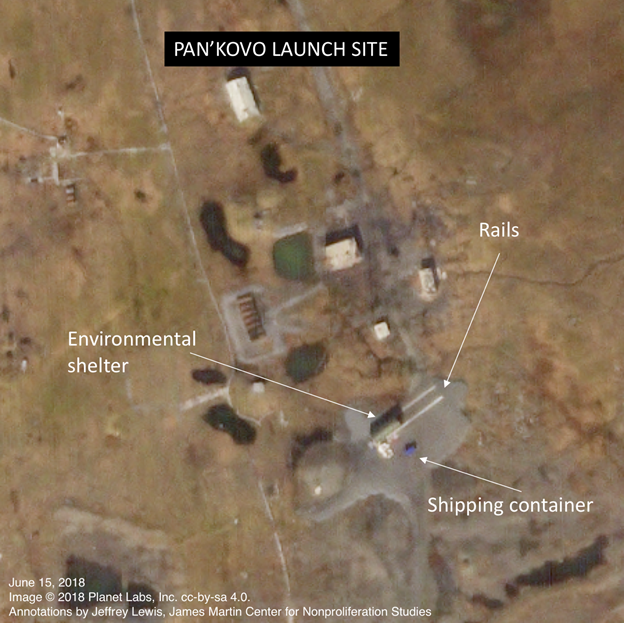
Una immagine satellitare del sito di lancio di Pank'ovo, sull'isola Južnyj.

L'Unione Sovietica, e successivamente la Federazione Russa, sono state incerte sin dagli anni ottanta del XX secolo, sul fatto che il loro arsenale nucleare di ICBM potesse essere annullato dalla Strategic Defense Initiative statunitense, proposta durante la presidenza di Ronald Reagan (comunemente nota come programma Star Wars) che prevedeva l'introduzione di nuovi sistemi missilistici anti-balistici.
Già durante la guerra fredda le due superpotenze avevano avviato piani per la realizzazione di missili da crociera dotati di propulsione nucleare che garantiva una portata maggiore di quella tradizionale, e dopo l'uscita unilaterale degli Stati Uniti d'America dal trattato ABM, avvenuta nel dicembre 2002, nel tentativo di mantenere la parità MAD la Federazione Russa, su decisione del suo Presidente Vladimir Putin, avviò lo sviluppo di sei nuovi, avanzati, sistemi, cinque da attacco a testata nucleare e uno laser di difesa. 
L'avvio del programma per un nuovo missile da crociera a propulsione nucleare, designato 9M730 Burevestnik (nome comune, in russo, della Procellaria, o "Uccello delle Tempeste"), fu avviato dalla NPO Novator di Ekaterinburg in collaborazione con l'Istituto di Ricerca di Fisica Sperimentale di Sarov e l'Agenzia Atomica russa (Rosatom).
La nuova arma fu svelata, insieme ad altre cinque, dal presidente Putin durante una conferenza stampa avvenuta il 1 marzo 2018. Il missile da crociera ricevette la designazione, sopra riportata, di "Uccello delle tempeste" in seguito ad una votazione pubblica effettuata sul sito del Ministero della Difesa russo.
Il 5 ottobre 2023 Putin ha dichiarato alla stampa di avere effettuato con successo l'ultimo test del missile a propulsione nucleare e di essere pronto a lanciare la produzione di massa del missile RS-28 Sarmat.

## Caratteristiche
Secondo la Nezavisimaya Gazeta il missile superficie-superficie a propulsione nucleare 9M730 Burevestnik è lungo 12 m al momento del lancio, e 9 m in volo. Il muso dell'arma ha una forma ellittica, di 1×1,5 m di diametro. L'apertura alare è di 6 m. La propulsione è assicurata da un razzo termico nucleare, che si aziona solo una volta che il missile è in volo, in quanto il lancio avviene tramite dei booster a propellente solido da un contenitore/lanciatore posizionato sullo chassis di un veicolo MZKT-7930, e posto in posizione inclinata. La testata bellica è nucleare. Il sistema di guida si basa sulla navigazione inerziale associata a un sistema TERCOM.

## Impiego operativo
Tra il novembre 2017 e il settembre 2019 sono stati condotti 16 lanci di prova, dapprima dal poligono di Kapustin Yar, vicino a Volgograd, e poi da un nuovo sito realizzato appositamente sulla costa occidentale dell'isola Južnyj a Pan'kovo, situato a (73°06′52.6″N 53°16′28.38″E). Nessuno di questi lanci ha visto l'utilizzo del motore a propulsione nucleare, ma solo dei booster, e in tali condizioni l'arma ha percorso solo pochi chilometri, da 8 fino a un massimo di 35. Secondo l'agenzia TASS il sistema di propulsione nucleare è stato testato con successo nel gennaio 2019, in condizioni particolarmente protette. Il 16 febbraio 2019 il governo russo ha annunciato ufficialmente il termine del programma sperimentale. Secondo l'intelligence americano il 9M730 Burevestnik dovrebbe divenire pienamente operativo nel corso del 2025.

## Utilizzatori
Russia
Vooružënnye sily Rossijskoj Federacii

### Fonti
1. 1 2 3  Bonsignore 2020, p. 31.
2. ↑  (EN) Russian nuclear engineers buried after 'Skyfall nuclear' blast, in Al Jazeera, 13 agosto 2019. URL consultato l'11 settembre 2019.
3. ↑  (EN) Reagan's Star Wars, in Cold War: A Brief History. URL consultato il 26 settembre 2019. Ospitato su Atomic Archive.
4. ↑  (EN) Benjamin S. Lambeth e Kevin Lewis, The Kremlin and SDI, in Foreign Affairs, Spring 1988, accesso con iscrizione. URL consultato il 26 settembre 2019.
5. ↑  Bonsignore 2020, p. 28.
6. ↑  Bonsignore 2020, p. 29.
7. ↑  (EN) Franz-StefanGady, Russia Reveals 'Unstoppable' Nuclear-Powered Cruise Missile, in The Diplomat, 2 marzo 2018. URL consultato il 20 luglio 2018.
8. ↑  (RU) Россияне выбрали названия для новейшего отечественного оружия, in «РИА Новости». URL consultato il 20 novembre 2019.
9. ↑   Missile Burevestnik, allarme per l'arma nucleare (che supera i test). Putin: «Costruiremo un mondo nuovo», su msn.com, 5 ottobre 2023. URL consultato il 9 novembre 2023 (archiviato dall'url originale il 5 ottobre 2023).
10. 1 2  (RU) Александр Шарковский, Ядерный «Буревестник» стал реальностью, in Nezavisimaya Gazeta, 17 febbraio 2019.
11. 1 2 3 4 5  Bonsignore 2020, p. 33.
12. 1 2 3  Bonsignore 2020, p. 32.
13. ↑  Martyanov 2019, p. 126.
14. ↑  https://planesandstuff.wordpress.com/2022/09/04/pankovo-test-site-novaya-zemlya-activity-satellite-imagery/
15. ↑  https://www.ansa.it/sito/notizie/topnews/2025/08/14/esperti-mosca-prepara-test-nuovo-missile-nucleare_b173c674-e29d-4f71-af8b-15c5fd06d6a1.html
16. ↑  https://www.ilgiornale.it/news/guerra/russia-riattiva-i-test-sul-missile-propulsione-nucleare-2508307.html
17. ↑  https://www.lastampa.it/esteri/2025/08/09/news/isole_novaja_zemlja_qui_la_russia_puo_testare_a_giorni_il_missile_a_reattore_nucleare_burevestnik-15264730/